# Odwrót spod Moskwy, epizod z roku 1812
Odwrót spod Moskwy, epizod z roku 1812 – obraz olejny namalowany w 1854 przez polskiego malarza Januarego Suchodolskiego znajdujący się w zbiorach Muzeum Narodowego w Krakowie.

## Opis obrazu
Obraz odnosi się do inwazji cesarza Francuzów Napoleona I na Rosję, podjętej w czerwcu 1812, a zakończonej w grudniu tego samego roku sromotną klęską Wielkiej Armii. Odwrót Francuzów w zimowych warunkach, bez żywności i kwater wskutek zastosowania przez Rosjan taktyki spalonej ziemi, za to ustawicznie nękanych przez podjazdy Kozaków, zmienił się w tragedię. January Suchodolski ukazał historyczny fakt klęski poprzez heroizowany epizod. Głównym motywem obrazu uczynił osaczanie Kozaka przez oficerów Wielkiej Armii. Warto zwrócić uwagę, że oficerowie w skupieniu przyglądają się sytuacji, natomiast szeregowi francuscy żołnierze są kompletnie wyczerpani i nie zwracają na ową sytuację uwagi.
Scena na obrazie Suchodolskiego upamiętnia jedną z licznych potyczek stoczonych podczas odwrotu z Kozakami, jak ta pod Borowskiem, w których i  oddziały Księstwa Warszawskiego wsławiły się męstwem i skutecznością. Scena ujęta została na tle szeroko zakreślonej, równinnej, zaśnieżonej przestrzeni, którą aż po horyzont przeciągają zdziesiątkowane oddziały armii Napoleona.